# Roger C. Carmel
Pour les articles homonymes, voir Carmel.
Roger Charles Carmel (connu comme Roger C. Carmel) est un acteur américain, né le 27 septembre 1932 à New York — Arrondissement de Brooklyn (État de New York), mort le 11 novembre 1986 à Los Angeles — Quartier d'Hollywood (Californie).

## Biographie
Roger C. Carmel apparaît pour la première fois au cinéma dans Les Feux du théâtre de Sidney Lumet (1958, avec Henry Fonda et Susan Strasberg), où il tient un petit rôle non crédité.
Suivent quinze autres films américains (ou en coproduction), dont le western Alvarez Kelly d'Edward Dmytryk (1966, avec William Holden et Richard Widmark), Breezy de Clint Eastwood (1973, avec William Holden et Kay Lenz) et Au boulot... Jerry ! de Jerry Lewis (1980, avec le réalisateur et Billy Barty).
Il tient son dernier rôle au grand écran (voix seulement) dans le film d'animation La Guerre des robots de Shin Nelson, sorti le 8 août 1986, trois mois avant sa mort prématurée à 54 ans, d'une cardiomyopathie hypertrophique.
Pour la télévision, il contribue à soixante séries américaines diffusées de 1960 à 1987, dont Des Agents très spéciaux (deux épisodes, 1964-1965), Les Espions (trois épisodes, 1965-1967) et Hawaï police d'État (deux épisodes, 1971-1972).
Un de ses rôles notables au petit écran est celui d'Harry Mudd dans deux épisodes de la série originale Star Trek, diffusés en 1966 (Trois femmes dans un vaisseau) et 1967, puis dans un épisode de la série d'animation portant le même titre, diffusé en 1973.
Il prête sa voix à sept autres séries d'animation, dont Les Gummi (quatre épisodes, 1986) et Transformers (trente épisodes, 1985-1986) — sur laquelle est basé le film précité La Guerre des robots —.
En outre, il collabore à deux téléfilms américains diffusés en 1979 et 1982.
Par ailleurs, Roger C. Carmel se produit au théâtre et joue notamment à Broadway (New York) dans six pièces entre 1958 et 1963, la première étant La Puissance et la Gloire, adaptation par Pierre Bost, Pierre Darbon et Pierre Quet du roman éponyme de Graham Greene (avec Tom Bosley, Leonardo Cimino et Fritz Weaver), représentée de décembre 1958 à février 1959.
Son ultime prestation à Broadway en 1966 est dans la comédie musicale Half a Sixpence, adaptation du roman Kipps d'H. G. Wells, sur une musique et des lyrics de David Heneker.

## Filmographie partielle

### Cinéma
- 1958 : Les Feux du théâtre (Stage Struck) de Sidney Lumet : un machiniste
- 1963 : Act One de Dore Schary : le réceptionniste de l'hôtel
- 1964 : La Maison de Madame Adler (A House Is Not a Home) de Russell Rouse : Dixie Keeler
- 1964 : Au revoir, Charlie (Goodbye Charlie) de Vincente Minnelli : l'inspecteur Frank McGill
- 1965 : Gare à la peinture (The Art of Love) de Norman Jewison : Zorgus
- 1966 : Un hold-up extraordinaire (Gambit) de Ronald Neame : Ram
- 1966 : Alvarez Kelly d'Edward Dmytryk : capitaine Angus Ferguson
- 1966 : Matt Helm, agent très spécial (The Silencers) de Phil Karlson : Andreyev
- 1967 : Minuit sur le grand canal (The Venetian Affair) de Jerry Thorpe : Mike Ballard
- 1970 : Myra Breckinridge de Michael Sarne : Dr Randolph Spencer Montag
- 1973 : Breezy de Clint Eastwood : Bob Henderson
- 1977 : Un cocktail explosif (Thunder and Lightning) de Corey Allen : Ralph Junior Hunnicutt
- 1980 : Au boulot... Jerry ! (Hardly Working) de Jerry Lewis : Robert Trent
- 1986 : La Guerre des robots (The Transformers : The Movie) de Shin Nelson (film d'animation) : Cyclonus / chef Quintesson (voix)

### Télévision
Séries
- 1960-1964 : Route 66 (titre original)
  - Saison 1, épisode 4 The Man on the Monkey Board (1960) : l'homme sous la douche
  - Saison 4, épisodes 22 et 23 Where There's a Will, There's a Way, Parts I & II, d'Alvin Ganzer : Otis
- 1961 : Les Accusés (The Defenders)
  - Saison 1, épisode 7 The Hundred Lives of Harry Simms de John Brahm : M. Dinsmore
- 1963 : Le Plus Grand Chapiteau du monde (The Greatest Show on Earth)
  - Saison unique, épisode 13 Lady in Limbo de Paul Wendkos : Kirov
- 1964-1965 : Des agents très spéciaux (The Man from U.N.C.L.E.)
  - Saison 1, épisode 3 Échec à la dame (The Quadripartite Affair, 1964) de Richard Donner : Milan Horth
  - Saison 2, épisode 3 L'Intégrateur universel (The Ultimate computer Affair, 1965) de Joseph Sargent : le capitaine Cervantes

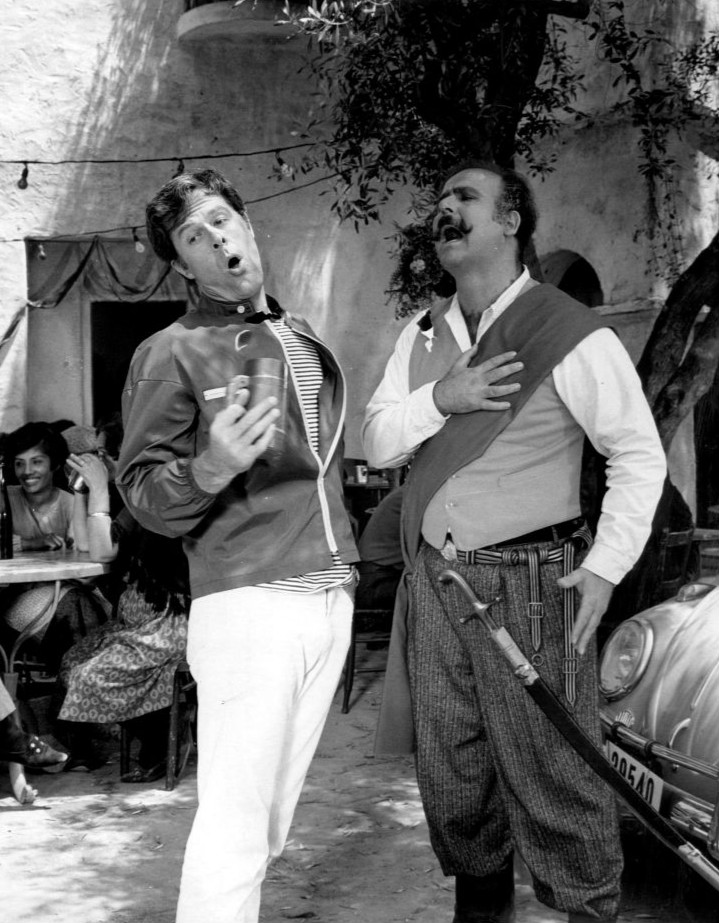
Avec Robert Culp (à g.), dans la série Les Espions, épisode Une question d'honneur (1967)

- 1965 : Suspicion (The Alfred Hitchcock Hour)
  - Saison 3, épisode 12 Crimson Witness : Farnum Mullett
- 1965 : Les Monstres (The Munsters)
  - Saison 1, épisode 33 Une collection de rêve (Lily Munster, Girl Model) d'Earl Bellamy : Laszlo Brastoff
- 1965 : Papa Schultz ou Stalag 13 (Hogan's Heroes)
  - Saison 1, épisode 6 Tel est pris qui croyait prendre (The Prisoner's Prisoner) de Gene Reynolds : le général Karl Schmidt
- 1965 : Voyage au fond des mers (Voyage to the Bottom of the Sea)
  - Saison 2, épisode 12 La Révolte des machines (The Machines Strike Back) de Nathan Juran : l'amiral Halder
- 1965-1967 : Les Espions (I Spy)
  - Saison 1, épisode 14 L'Affaire de T'Sien Cha (Affair in T'Sien Cha, 1965 - Edwin Wade) de Sheldon Leonard et épisode 16 L'Échange (The Barter, 1966 - Gordon Merritt)
  - Saison 3, épisode 8 Une question d'honneur (Red Sash of Courage, 1967) de Christian Nyby : Pappas
- 1966-1967 : Star Trek
  - Saison 1, épisode 6 Trois femmes dans un vaisseau (Mudd's Women, 1966) d'Harvey Hart : Harry Mudd
  - Saison 2, épisode 8 Mudd (I, Mudd, 1967) de Marc Daniels : Harry Mudd
- 1967 : Batman
  - Saison 2, épisode 51 Collection de timbres (A Piece of the Action) d'Oscar Rudolph et épisode 52 Histoire de masques (Batman's Satisfaction) d'Oscar Rudolph : le colonel Gumm
- 1968 : Opération vol (It Takes a Thief)
  - Saison 2, épisode 3 Le Magicien volant (The Bill is in Committee) de Don Weis : Paz
- 1969 : Le Monde merveilleux de Disney (The Wonderful World of Disney ou Disneyland)
  - Saison 16, épisodes 2 et 3 My Dog, the Thief, Parts I & II, de Robert Stevenson : McClure
- 1971 : Le Grand Chaparral (The High Chaparral)
  - Saison 4, épisode 14 The New Lion of Sonora : le général Casados
- 1971 : L'Homme de fer (Ironside)
  - Saison 4, épisode 26 Enfermés dehors (Walls Are Waiting) de Barry Shear : Mike Elman
- 1971-1972 : Hawaï police d'État (Hawaii Five-O)
  - Saison 3, épisodes 18 et 19 La Guerre des planches, 1re et 2e parties (F.O.B. Honolulu, Parts I & II, 1971) de Michael O'Herlihy : Misha « L'Ours »
  - Saison 4, épisode 17 Une vie pour 90 secondes, 2e partie (The Ninety-Second War, Part II, 1972) : Misha « L'Ours »
- 1972 : Banacek
  - Saison 1, épisode 6 Pièces uniques et en double (To Steal a King) de Lou Antonio : Oliver Garson
- 1972 : Doris comédie (The Doris Day Show)
  - Saison 5, épisode 10 Defective Story de Richard Kinon : le général Nicolaï Smaltzoff
- 1973 : Star Trek (série d'animation)
  - Saison 1, épisode 10 La Passion de M. Mudd (Mudd's Passion) : Harry Mudd (voix)
- 1975 : Un shérif à New York (McCloud)
  - Saison 5, épisode 6 The Man with the Golden Hat de Lou Antonio : David Kern
- 1975 : Switch
  - Saison 1, épisode 2 Une bonne affaire (The Late Show Murders) de Douglas Heyes : le détective privé Lou Belasco
- 1975 : L'Homme invisible (The Invisible Man)
  - Saison unique, épisode 8 Stop : Feu rouge (Stop When Red Lights Flash) de Gene Nelson : le juge Jones
- 1980 : Pour l'amour du risque (Hart to Hart)
  - Saison 2, épisode 5 Le Robot de Noël (’Tis the Season to Be Murdered) d'Earl Bellamy : Walter Brent
- 1982 : Arnold et Willy (Diff'rent Strokes)
  - Saison 4, épisode 26 Délicatesse (On Your Toes) : Dimitri Kuznetsov
- 1985-1986 : Transformers (série d'animation)
  - Saisons 2 et 3, 30 épisodes : Bruticus / Cyclonus / divers autres rôles (voix)
- 1986 : Mon petit poney (My Little Pony), épisodes non spécifiés (série d'animation) : Mulligan (voix)
- 1986 : Les Luxioles (The Glo-Friends), épisodes non spécifiés (série d'animation) : Starnose (voix)
- 1986 : Les Gummi (Disney's Adventures of the Gummi Bears) (série d'animation)
  - Saison 1, épisode 14 En route pour le pays des grands Gummi (Up, Up, and Away) : Sir Tuxford (voix)
  - Saison 2, épisode 1 Un piège pour les Trolls / Qui dort perd (Over the River and Through the Trolls / You Snooze, You Lose), épisode 2 La Vengeance (The Crimson Avenger) et épisode 3 Un chevalier très étonnant / Ne les donnez pas aux ogres (A Hard Dazed Knight / Do Unto Ogres) : Sir Tuxford (voix)

Téléfilms
- 1979 : Anatomy of a Seduction de Steven Hilliard Stern : Harry Jackson
- 1982 : Le Trésor d'Al Capone (Terror at Alcatraz) de Sidney Hayers : Lawrence Brody

## Théâtre à Broadway (intégrale)
(pièces, sauf mention contraire)
- 1958-1959 : La Puissance et la Gloire, adaptation par Pierre Bost, Pierre Darbon et Pierre Quet du roman éponyme de Graham Greene : un citoyen / un policier / un prisonnier
- 1960 : Caligula d'Albert Camus, adaptation de Justin O'Brien, mise en scène de Sidney Lumet : le troisième poète
- 1961 : Once There Was a Russian de Sam Spewack : Pasha
- 1961-1962 : Purlie Victorious d'Ossie Davis, mise en scène d'Howard Da Silva : le shérif-adjoint
- 1962 : Un homme pour l'éternité (A Man for All Seasons) de Robert Bolt : le cardinal Wolsey[1] (remplacement)
- 1963 : The Irregular Verb to Love de Margaret et Hugh Williams : M. Andrikos
- 1966 : Half a Sixpence, comédie musicale, musique et lyrics de David Heneker, livret de Beverly Cross, d'après le roman Kripps d'H. G. Wells, mise en scène de Gene Saks : Chiterrlow (remplacement)

## Note et référence
1. ↑  Ce rôle est repris par Orson Welles dans l'adaptation au cinéma de 1966, réalisée par Fred Zinnemann sous le même titre.